# Amir Khan
Amir Iqbal Khan (امر خان) (Bolton, 1986. december 8. –) brit ökölvívó. Szülei a pakisztáni Ravalpindiből vándoroltak be. Khan édesapja biztatására kezdett el bokszolni 11 évesen.

## Amatőr pályafutása – Athéni olimpia, 2004
Khan junior olimpiai bajnokként érkezett az Athéni Olimpiára, ahol ezüstérmet szerzett a 60 kg-os kategóriában.
A döntőig vezető út:
32 között: Marios Kaperonis (görög, RSC-3)
16 között: Dimitar Stiljanov (bolgár, 37-21)
Negyeddöntő: Baik Jong-Sub (dél-koreai, RSC-1)
Elődöntő: Serik Yeleuov (kazah, 40-26)
Döntő:
Mario Kindelán (kubai, 23-30)

## Profi pályafutása
Amir Khan 2005-ben profinak állt.
Első meccsét 2005. július 16-án vívta Boltonban, David Bailey ellen (TKO 1. menet).
Hetedik meccsén, 2006. május 6-án Belfastban Komjáthi László ellen bokszolt, akit 6 menet után egyhangú pontozással győzött le.
Első címmérkőzésére 2007. október 6-án került sor Nottinghamben, a skót Willie Limond ellen. Az eredetileg 12 menetesre tervezett küzdelmet a címvédő Limond a nyolcadik menet után feladta. Az ifjú öklöző ezzel a győzelemmel elhódította brit nemzetközösség könnyűsúlyú bajnoki címét. A mérkőzés krónikájához hozzátartozik, hogy Khan a 6. menetben – profi pályafutása során először – a padlóra került és számolni kellett rá.
2008 áprilisában a brit ringbe szállt a WBO Interkontinentális bajnoki övéért. A Martin Kristjansen ellen vívott mérkőzést Khan TKO-val fejezte be a 7. menetben.
2008. június 21-én a brit az ír Michael Gomez ellen lépett a ringbe. A Birminghamben rendezett összecsapás 2. menetében Khanra immáron másodszor kellett számolni profi pályafutása során. A mérkőzést ennek ellenére 5. menetben TKO-val nyerte meg.
2008. szeptember 6-án Amir Khan az addig kevéssé ismert viszont annál nagyobb ütőerővel rendelkező, szintén veretlen, kolumbiai Breidis Prescott ellen húzott kesztyűt. Khan számított a manchesteri összecsapás esélyesének, ám már az első menetben borult a papírforma. 
Kb. fél perc telt el a meccsből, amikor a kihívó egy igen kemény ütése betalált. Khan megrendült, majd a követő ütések után padlóra is került. 
A britre számolni kellett és bár mutatta, hogy semmi baja, látszott, hogy alig áll a lábán. A vezető bíró tovább engedte a küzdelmet, amely viszont már nem tartott sokáig. Prescott újabb kőkemény balhorga után Khan csaknem ájultan terült el a földön. A mérkőzés így már a 41. másodpercben véget ért, az ifjú brit súlyos, megalázó KO vereséget szenvedett.
Khan 2008 decemberében rögtön egy címmeccsen tért vissza. Az Oisin Fagan elleni, WBO nemzetközi bajnoki címéért kiírt mérkőzésnek a 3. menetben lett vége, amikor Fagan csapata – 3 padlózás után – bedobta a törölközőt.
A brit eddigi legkomolyabb ellenfele a három súlycsoportban is világbajnoki címig jutó Marco Antonio Barrera volt, akivel 2009 március 14-én találkozott Manchesterben. 
A WBA és a WBO interkontinentális bajnoki címeiért kiírt találkozón azonban az első menetben egy vétlen összefejelés történt, melynek eredményeként Barrera homloka csúnyán felrepedt. Ennek is köszönhetően a mérkőzés az ötödik menetben technikai döntéssel és Khan győzelmével ért véget.
2009. július 17-én Manchesterben, több mint 20 ezer néző előtt szerezte meg a Boksz Világszövetség (WBA) kisváltósúlyú övét, mikor egyhangú pontozással (120-108, 118-111, 118-111) győzte le az ukrán címvédő Andrij Kotelnikot.
2009. december 5-én Newcastle-ben Khan legalább olyan súlyos vereséget mért az addig veretlen Dimitry Salitára, mint amilyet ő kapott Prescott-tól. A mérkőzés 1 perc 44 mp-ig tartott, ellenfele már a 10. másodpercben a földre került.
Érdekesség, hogy Khan edzője a "csodaedzőnek" is kikiáltott Freddie Roach, akinek másik tanítványa nem más mint Manny Pacquiao.
Amir Khan profi rekordja eddig 22 mérkőzés 21 győzelem (16 KO-TKO), 1 vereség (1 KO).